# Daniel Delaroche
Dr. Daniel Delaroche (o Daniel De la Roche) (* 27 de noviembre de 1743 Ginebra; † 20 de diciembre de 1813 París) fue un médico, y botánico suizo, aborigen de Ginebra.
Era hijo de Michel (1700-1782), negociante en velas, burgués de Ginebra, y de Anne Monthion (1702-1773). Se casa con Marie Castanet en 1774, y tuvieron tres hijos : Michel (1775-1852), Alphonsine (1778-1852) y Etienne François (1781-1813).
Estudia Medicina en Ginebra y en Leiden, obteniendo su grado de doctor en Edimburgo, en 1771, para ejercer en Ginebra. En 1782, va a París como médico de los guardas suizos y médico consultor del duque de Orléans. Estuvo estrechamente vinculado con Delessert y la colonia suiza en París, que albergó a Benjamin Franklin, durante su visita. Luego de la masacre de los guardias suizos del 10 de agosto de 1792, emigra a Inglaterra, acompañado de su esposa, de sus dos hijos con 17 y 10 años y de su hija de 13. Toda la familia se embarca el 10 de octubre, instalándose en Earls Court Kensington, condado de Middlesex. De allí, Daniel Delaroche pasa a Lausanna donde ejerce la medicina, antes de regresar a París. A continuación va al Hospital médico en París, en Dubois. Luego ejerce en el Hospital Necker y se hizo conocido por su trabajo sobre las enfermedades nerviosas y la fiebre puerperal. Activa la lucha por la inoculación contra la viruela con vacuna. Como André M.C. Duméril será miembro de la Sociedad Filomática de París. En 1806, Duméril esposa a su hija Alphonsine, y Daniel Delaroche es médico jefe del Hospital Saint-Martin. Luego ejerce en el Hospital de Faubourg Saint-Laurent. Pocos meses después de su muerte (1812), Duméril es nombrado en su lugar, para que luego pueda dárselo un día a su hermano, François Delaroche, también médico, pero aún demasiado joven para participar. Tras la muerte de Francisco, en el año 1813, André Marie Constant Duméril se encarga de la clientela rica de su suegro, compuesto por familias de Suiza con sede en París.

## Algunas publicaciones
- 1780. Pharmacopoea Genevensis ad usum nosocomiorum. xii + 199 [17] pp.
- Delaroche, D.: Bibliothèque germanique médico-chirurgicale (8 Bde., 1798-1802)
- Delaroche, D.: Pharmacopoea Genevensis ad usum nosocomiorum. xii + 199 [17] pp. (1780)
- La Roche, M. de, Christian Gottlieb Selle: Untersuchungen über die Natur und Behandlung des Kindbetterinnenfiebers oder der Entzündung der Eingeweide bey Wöchnerinnen (original: Recherches sur la nature et le traitement de la fièvre puerpérale.) Johann Friedrich Unger, Berlín 1785.
- Daniel de La Roche, Philippe Petit-Radel: Chirurgie., chez Panckoucke, Paris 1790-1792.
- de LaRoche, D.; Odier, L.J.; DunantCh.G.: Pharmacopoea Genevensis ad usum nosocomiorum. Genf: Bonnant, 1780. - XII, 199 S.

- La abreviatura «D.Delaroche» se emplea para indicar a Daniel Delaroche como autoridad en la descripción y clasificación científica de los vegetales.[2]